# Ansari X Prize

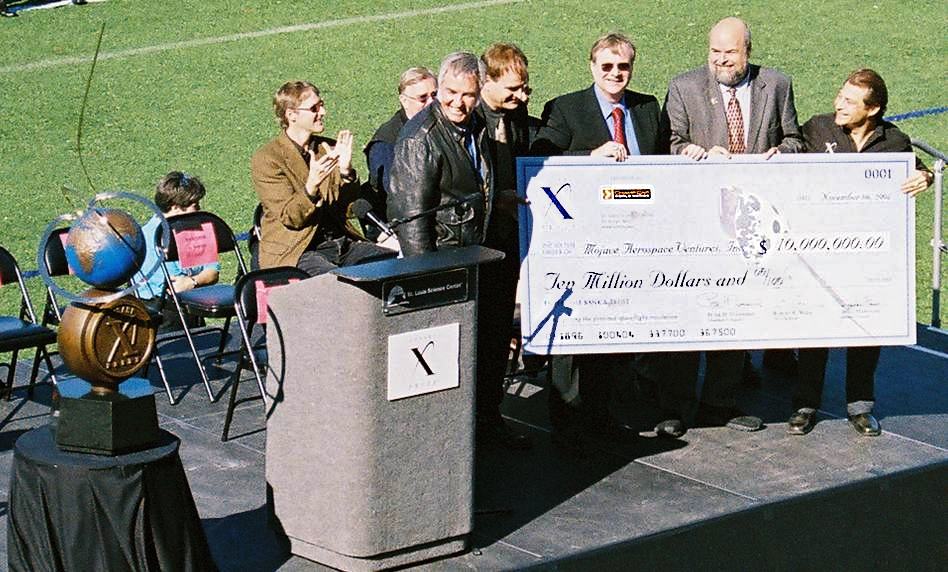
Prischecken

Ansari X Prize, tidigare enbart X-Prize, var ett pris, instiftat av den amerikanska stiftelsen X Prize Foundation. Priset, som utöver äran bestod av 10 miljoner US-dollar, till den första privatfinansierade bemannade rymdfärden. För att vinna krävdes en färd till rymden och en upprepning av detta inom två veckor med samma farkost.
Den 29 september och 4 oktober 2004 genomförde konsortiet Tier One två flygningar med Space Ship One och vann därmed priset på dagen 47 år efter den första uppskjutningen av Sputnik. 

## Regler
Farkosten skulle vara bemannad och nå 100 kilometers höjd över jorden. Efter landning skulle bedriften upprepas inom två veckor. Enbart 10% av farkostens vikt fick lov att bytas ut mellan flygningarna, vilket inte ens NASA:s rymdfärja kunde leva upp till. Endast privata finansiärer tilläts, statsstöd var uttryckligen förbjudet.

## Tävlande
27 lag ställde upp i tävlingen, från hobbybyggare till stora industriprojekt:

- Acceleration Engineering
- Advent Launch Services
- Aeronautics and Cosmonautics Romanian Assoc. (ARCA)
- Armadillo Aerospace
- American Astronautics Corporation
- Bristol Spaceplanes, Ltd
- Canadian Arrow
- The da Vinci Project
- Pablo de Leon & Associates (www.pablodeleon.com)
- Discraft Corporation
- Flight Exploration
- Fundamental Technology Systems
- HARC
- IL Aerospace Technologies
- Interorbital Systems
- Kelly Space and Technology
- Lone Star Space Access Corporation
- Micro-Space, Inc.
- PanAero, Inc.
- Pioneer Rocketplane, Inc.
- Scaled Composites' Tier One project
- Space Transport Corporation
- Starchaser Industries
- Suborbital Corporation
- TGV Rockets
- Vanguard Spacecraft

Det kan noteras att stora rymdföretag som Boeing och Lockheed inte ställde upp i tävlingen, det kan uppfattas som att de stora jättarna inte hade kraft att styra om sina nuvarande dyra modeller till lågprisalternativ. Tävlingskommittén var beredd att acceptera dem som deltagare, bara de visat att deras projekt verkligen inte mottagit statsstöd.